# Baby lace
Baby lace är en särskild sorts spets, framställd av barn. I grevskapen i mellersta England i Storbritannien knypplade barnen smala spetsar under 1800-talet. Spetsarna hade enkla mönster och var inte bredare än en (1) centimeter.